# Моностратег
Моностратег је била командна функција у Византијском царству слична функцији доместика схоле. Моностратег је деловао у европским провинцијама Царства.

## Историја
Најопштија дефиниција ове функције јесте да је моностратег био главни стратег у свим визанитјским епохама. Од 8. века она има и другачије значење. Моностратег је врховни командант војски неколико тема у покрету. У византијским хроникама, историјама и на печатима ова функција ретко се среће. Моностратег је био везан за војску једног округа, али је у ванредним ситуацијама имао проширена овлашћења. Функција моностратега помиње се у грађанском рату Константина V и Артавазда (741-743). Артавазд је сакупио војску коју је ставио под команду свога сина Никите, моностратега (Теофанова хроника). Теофанов настављач помиње Варданија Турчина који је био моностратег пет источних тема током владавине цара Нићифора I (802-811). Теофанов настављач је и Теофила Куркуаса именовао моностратегом Халдије задуженог за освајање Теодосипоља (949). Од времена владавине Михаила Аморејца, функција моностратега се везује за запад јер је од тада доместик схола управљао свим тагмама истока. Утицајни евнух Аетије је током владавине царице Ирине (797-802) покушао да успостави контролу над византијском војском тако што је свога брата именовао моностратегом Тракије и Македоније. Михаило Аморејац је доделио функцију доместика схоле старијем сину цезара Варде док је млађем доделио функцију моностратега. Нићифор Фока Старији је током владавине Василија I Македонца (869-886) послат у Италију као моностратег западних тема. Функција моностратега не наводи се у тактиконима јер је била привременог карактера. 